# Eurorégion Košice-Miskolc

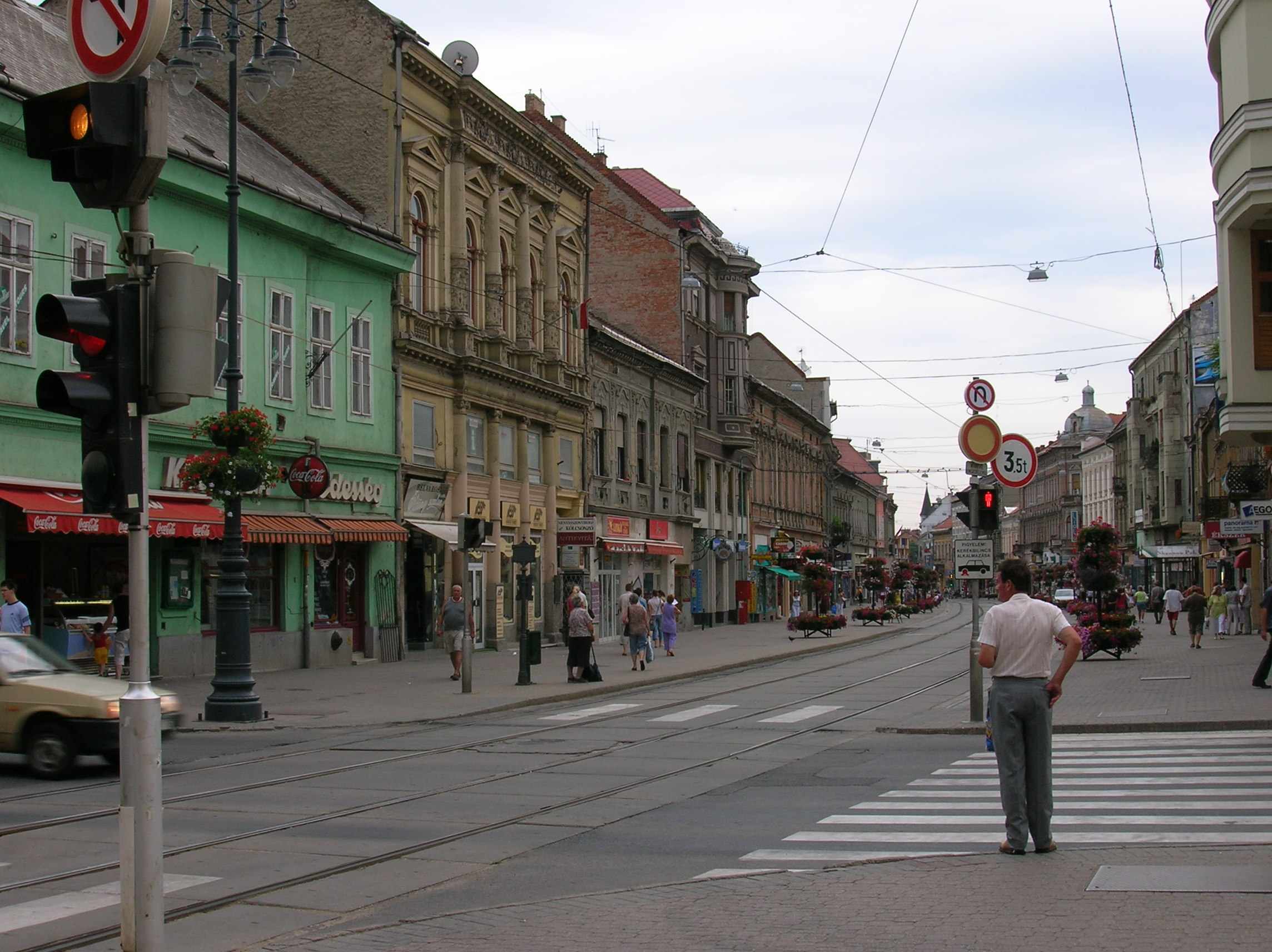
Miskolc

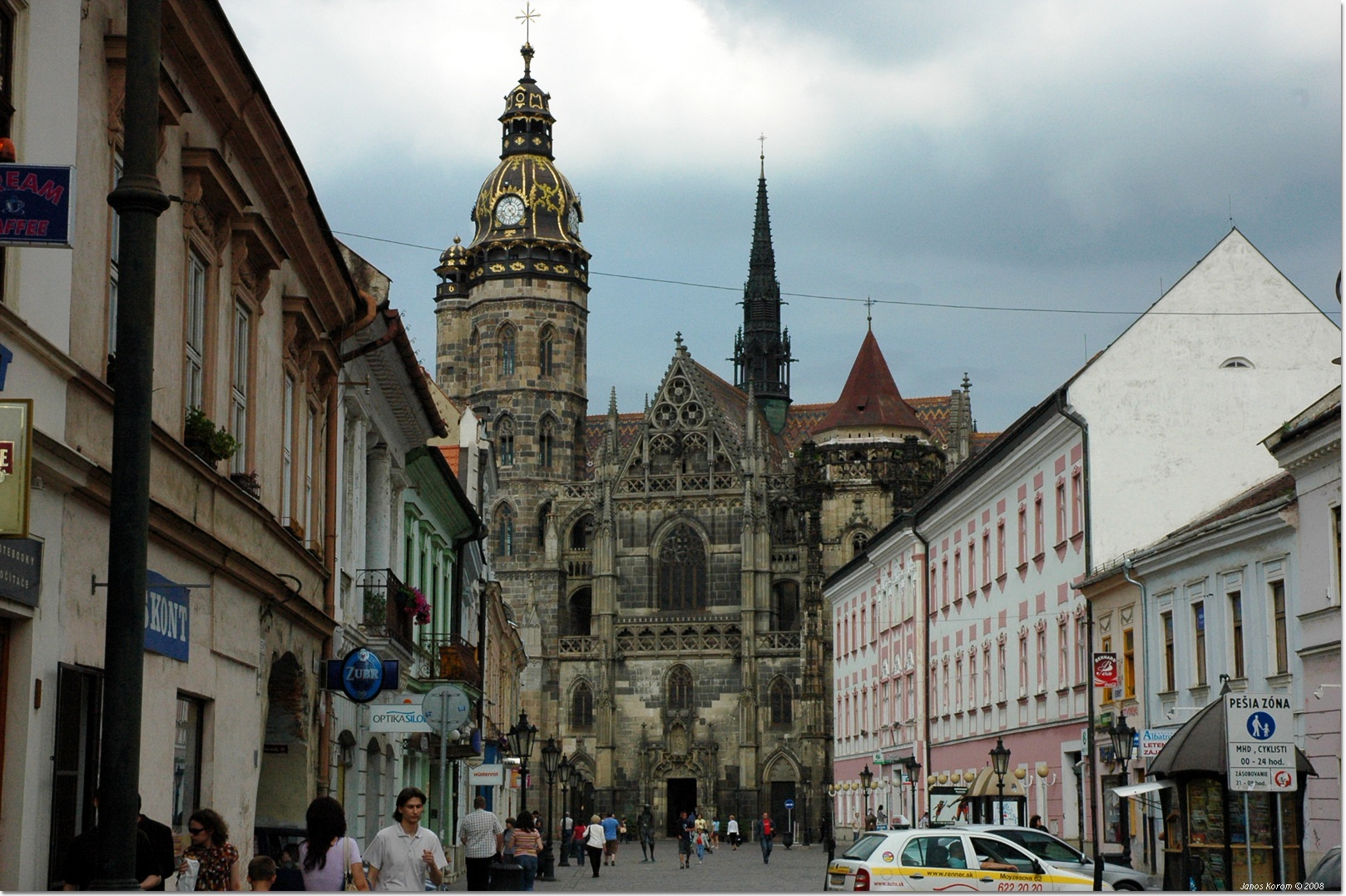
Košice

L'Eurorégion Košice-Miskolc est une Eurorégion située des deux côtés de la frontière entre la Slovaquie et la Hongrie. Elle a été initiée sur la base de la collaboration entre les villes de Košice et Miskolc, auxquelles ont été associées leurs régions respectives, soit la région de Košice et le comitat de Borsod-Abaúj-Zemplén.

## Objectifs
Cette Eurorégion fut fondée le 1er décembre 2000 avec pour objectif l'amélioration des secteurs du tourisme et de l'économie, le développement de la formation et des sciences ainsi qu'une collaboration dans le domaine de l'environnement, des problèmes sociaux, la protection du patrimoine historique, l'échange d'information et la coordination dans le développement des infrastructures routières.

## Organisation
L'organe de décision est un conseil de 16 membres se réunissant tous les deux ans. Le président du conseil est désigné par alternance.